# Angelika Neuner
Angelika Neuner (ur. 23 grudnia 1969 w Innsbrucku) – austriacka saneczkarka, medalistka igrzysk olimpijskich, mistrzostw świata i Europy.
Na igrzyskach olimpijskich w Albertville w 1992 roku wywalczyła srebro. Dwa lata później, podczas igrzysk w Lillehammer, była czwarta, podobnie jak na igrzyskach w Salt Lake City w 2002 roku. Była także trzecia na igrzyskach olimpijskich w Nagano w 1998 roku. Na MŚ w Altenbergu (1996) i MŚ w Innsbrucku (1997) zostawała mistrzynią świata w drużynie mieszanej, na MŚ w Calgary (1993) zdobyła srebro w drużynie, a podczas MS w Lillehammer (1995), MŚ w Innsbrucku (1997) i MŚ w Sankt Moritz (2000) była trzecia, kolejno w drużynie, jedynkach i ponownie w drużynie. Na swoim koncie ma również pięć medali mistrzostw Europy. Dwukrotnie zostawała wicemistrzynią Europy w drużynie mieszanej, na ME 1992 i ME 1996. Trzykrotnie zdobywała brąz, podczas ME 1998 i ME 2002 w drużynie oraz na ME 1992 w jedynkach. W Pucharze Świata dwukrotnie zajmowała miejsce na podium klasyfikacji generalnej.
W 1992 roku została odznaczona Odznaką Honorową za Zasługi dla Republiki Austrii. Jej siostra, Doris, również jest saneczkarką.

## Osiągnięcia

### Saneczkarstwo na zimowych igrzyskach olimpijskich
| Rok  | Miejsce        | Jedynki |
| ---- | -------------- | ------- |
| 1992 | Albertville    | 2.      |
| 1994 | Lillehammer    | 4.      |
| 1998 | Nagano         | 3.      |
| 2002 | Salt Lake City | 4.      |

### Puchar Świata

#### Miejsca na podium w klasyfikacji generalnej
| Sezon     | Miejsce |
| --------- | ------- |
| 1996/1997 | 2.      |
| 2000/2001 | 3.      |